# Club Chūsei
El Club Chūsei (japonés: 中正倶楽部, Chūsei Kurabu) fue un partido político pro-empresarial en Japón.

## Historia
El partido fue establecido por un grupo de 42 diputados en mayo de 1924 después de las elecciones de mayo; 28 eran diputados por primera vez y los 14 restantes eran diputados reelegidos, incluidos algunos que habían sido miembros del Club Koshin.
En mayo de 1925 se mantuvieron conversaciones sobre una fusión con el Rikken Seiyūkai y el Club Kakushin. Aunque no se produjo una fusión, el Club Chūsei se disolvió cuando veinte de sus parlamentarios se unieron al Club Reformista para formar el Club Shinsei, once se unieron al Rikken Seiyūkai y el restante se convirtió en independiente.